# BEdita
BEdita es un software con código abierto, un Framework para aplicaciones Web que ofrece un Content Management System (CMS) incluido, que no necesita instalación aparte.
La versión actual es 3.1.5, del 5 de marzo de 2012, bajo licencia Affero General Public License versión 3. La versión actual de desarrollo o "instable" es 3.2.beta populus, del 5 de marzo de 2012, bajo la misma licencia GPL.
BEdita se desarrolla sobre el framework CakePHP.

## Funciones
BEdita es al mismo tiempo un CMS content management system y un framework de desarrollo de aplicaciones Web (Framework para aplicaciones Web).
Según sus autores, BEdita es un "framework modular que ofrece las funciones de un Content Management System incluido".

### BEdita como Framework

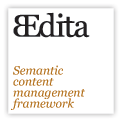
BEdita es un Semantic Content Management Framework.

BEdita se desarrolla sobre el bien conocido framework PHP CakePHP: en calidad de framework, BEdita representa una extensión de CakePHP, añadiendo muchas características a través de varios controllers y ayudas y el motor de templating Smarty. BEdita combina unas tecnologías de presentación, como JQuery, para ofrecer una colección de herramientas para un uso rápido y simple.
BEdita hereda de CakePHP el paradigma Modelo Vista Controlador: la arquitectura multinivel garantiza la separación de modelos de datos, flujo/control de datos y su presentación visual.
En BEdita toda la información se almacena con un modelo orientado a objetos. Sobre esta abstracción, el programador puede construir todas las relaciones personalizadas que el proyecto necesita.

### BEdita como CMS

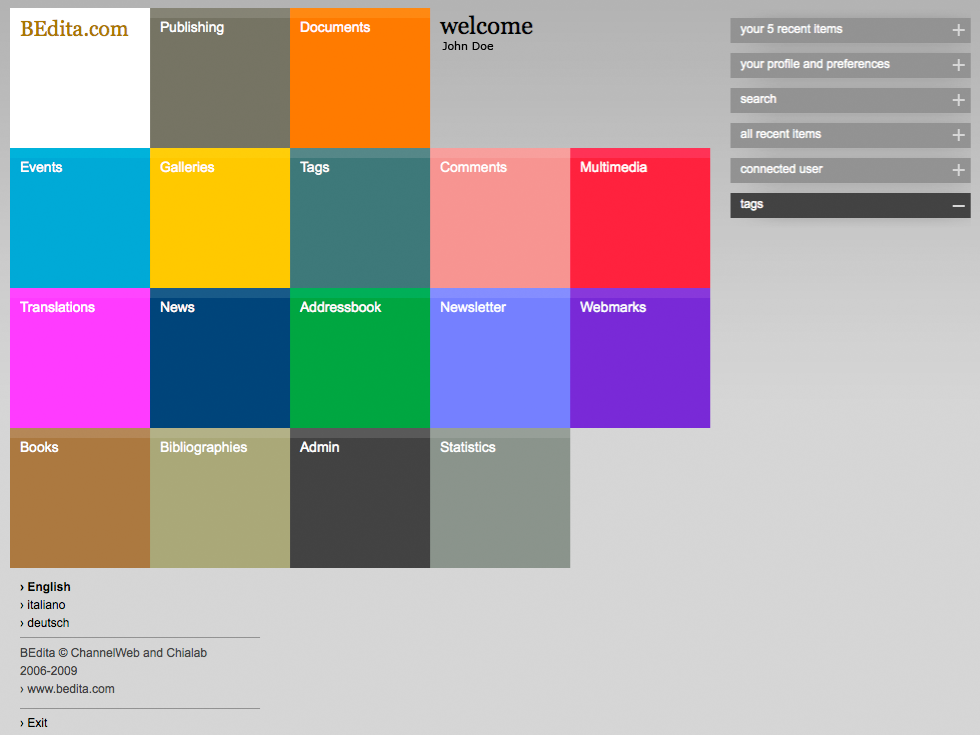
BEdita: una captura de pantalla del tablero de las herramientas

BEdita es también un content management system completo, puesto que ofrece una applicación multi-lengua de back office, capaz de administrar varios tipos de datos: el CMS presenta un número de módulos, cada módulo relacionado con un tipo de contenido.
El corpus principal de BEdita, sin plugin extra o instalaciones adicionales, puede manejar documentos, objetos multimediales, galerías, eventos, news, contactos, blogs, bibliografías, newsletter y mucho más.
Todos los contenidos se pueden gestionar en varios idiomas, con geolocalización y se pueden organizar con diferentes estrategias: por árbol jerárquico, por categorías personalizadas y por etiquetas.

## Historia

### Versiones y lanzamientos
Para la versión "major" 3, BEdita ha sido reescrito desde cero: todas las versiones anteriores no estaban disponibles públicamente bajo una licencia de código abierto.
La primera versión pública ha sido la 3 "beta" del mes de mayo de 2009.
El 17 de noviembre de 2009 ha sido publicada la versión estable BEdita – 3.0 nombre en clave Betula - con una licencia Affero General Public License versión 3, descargable gratuitamente en el sitio web oficial www.bedita.com y en algunos network open source (Sourceforge, Freshmeat or Ohloh).
BEdita fue ideado, realizado y es actualmente desarrollado por dos empresas italianas, ChannelWeb srl y Chialab srl.

### Lista de versiones públicas
| Versión   | Nombre en Clave | Fecha de lanzamiento    | Notas                                                                |
| --------- | --------------- | ----------------------- | -------------------------------------------------------------------- |
| 3.0.beta2 | NA              | 27 de mayo de 2009      | primera versión pública                                              |
| 3.0.beta3 | NA              | 1 de agosto de 2009     |                                                                      |
| 3.0 RC    | Alnus           | 1 de septiembre de 2009 |                                                                      |
| 3.0       | Betula          | 17 de noviembre de 2009 | primera versión oficialmente estable pública                         |
| 3.01      | Betula          | 12 de enero de 2010     | versión estable (correcciones de errores y actualizaciones menores)  |
| 3.1.alpha | Ulmus           | 5 de mayo de 2010       | versión inestable alpha (correcciones de errores y nuevas funciones) |
| 3.1.beta  | Ulmus           | 9 de julio de 2010      | versión inestable beta (correcciones de errores y nuevas funciones)  |
| 3.1.RC    | Ulmus           | 20 de agosto de 2010    | versión inestable RC (correcciones de errores y nuevas funciones)    |
| 3.1       | Ulmus           | 7 de diciembre de 2010  | versión estable (correcciones de errores y nuevas funciones)         |
| 3.1.1     | Ulmus           | 1 de febrero de 2011    | versión estable (correcciones de errores y nuevas funciones)         |
| 3.1.2     | Ulmus           | 28 de marzo de 2011     | versión estable (correcciones de errores y nuevas funciones)         |
| 3.1.3     | Ulmus           | 16 de junio de 2011     | versión estable (correcciones de errores y nuevas funciones)         |
| 3.1.4     | Ulmus           | 31 de octubre de 2011   | versión estable (correcciones de errores y nuevas funciones)         |
| 3.1.5     | Ulmus           | 5 de marzo de 2012      | versión estable (correcciones de errores y nuevas funciones)         |
| 3.2.beta  | Populus         | 5 de marzo de 2012      | versión inestable beta (correcciones de errores y nuevas funciones)  |

### Sitios web oficiales
- Sitio web oficial de BEdita
- Demo: el CMS de BEdita, un sitio de test y un sitio de producción
- documentación API
- Foro de la comunidad de usuarios y programadores
- Presentation slides - en inglés (descargable PDF)

### El proyecto en network open-source
- Página del proyecto en Google Code con SVN mirror público
- Página del proyecto en Sourceforge
- Página del proyecto en Freshmeat
- Página del proyecto en Ohloh Archivado el 22 de julio de 2009 en Wayback Machine.

### Publicaciones de terceros
- Features and Requirements on CMSMatrix.org - en inglés Archivado el 2 de agosto de 2009 en Wayback Machine.
- Article on blogfreakz.com - en inglés
- Review and more on HotScripts.com - en inglés
- Review and ratings on CMSMatch.com - en inglés

- Datos: Q4835510
- Multimedia: BEdita / Q4835510